# 久井村
久井村（くいむら）は、広島県御調郡にあった村。現在の三原市の一部にあたる。

## 地理
- 河川：御調川[2]

## 歴史
- 1889年（明治22年）4月1日、町村制の施行により、御調郡江木村、下津村、吉田村、莇原村が合併して村制施行し、久井村が発足[1][2]。
- 1948年（昭和23年）久井国保病院開設[2]。
- 1954年（昭和29年）3月31日、御調郡羽和泉村、坂井原村と合併し、町制施行し久井町を新設して廃止された[1][2]。

## 産業
- 農業

## 教育
- 1901年（明治34年）久井尋常小学校は大字江木から大字下津に移転し、下津尋常小学校と合併して久井尋常高等小学校となる[2]。

## 名所・旧跡
- 久井・矢野の岩海（国指定天然記念物）[2]
- 久井稲生神社[2]